# Калинина, Яна Николаевна
Яна Николаевна Калинина (укр. Яна Миколаївна Калініна, 14 ноября 1994, Ахтырка, Украина) — украинская футболистка, нападающий полтавского футбольного клуба «Ворскла» и сборной Украины. Мастер спорта Украины (2014).

## Биография

### Ранние годы
Яна Калинина родилась в Ахтырке, что на Сумщине. С детства больше дружила с мальчиками, поэтому не удивительно, что её интересы несколько отличились от увлечений других девушек. До седьмого класса играла в футбол только с друзьями, а в профессиональный спорт попала случайно — подруга попросила сыграть за футбольную команду её деревни, после чего девушку пригласили в сборную Сум. Там способную футболистку заметил тренер «Жилстрой-2» Евгений Погорелов, который и предложил ей переехать в Харьков.

### Клубная карьера
В 2012 году вместе с командой дебютировала в высшей лиге чемпионата Украины, заняв по итогам сезона 7-е место. Год спустя им удалось улучшить предыдущее достижение на две позиции, а в чемпионате 2014 года футболистки «Жилстрой-2» смогли составить достойную конкуренцию лидеру украинского футбола, «Жилстрой-1», которому уступили первое место лишь по дополнительным показателям, набрав одинаковое количество очков. Благодаря сверхрезультативной игре в последнем матче чемпионата против «Атекса» (7 голов в одном матче), Яна Калинина стала лучшим бомбардиром соревнований, записав на свой счет 15 забитых мячей в течение сезона. В декабре Яне было присвоено почетное звание «Мастер спорта Украины», а во время зимнего первенства Украины, которое состоялось в начале 2015 года в Умани, Калинина в очередной раз подтвердила свой бомбардирский талант, став самой меткой футболисткой турнира.

## Достижения
Командные достижения
- Серебряный призёр чемпионата Украины (1): 2014

Индивидуальные достижения
- Лучший бомбардир чемпионата Украины (1): 2014
- Мастер спорта Украины (2014)
- 23.09.2018. «Жилстрой-2» — «Пантеры» 13:0. Забивает сотый мяч в своей спортивной карьере на высшем уровне и входит в клуб бомбардиров имени С. Фришко[3]